# Bas Leinders
Bas Leinders, född 16 juli 1975 i Bree, är en belgisk racerförare.

## Racingkarriär
Leinders blev sjua i det tyska F3-mästerskapet 1997 och vann serien 1998. Sedan tävlade han med växlande framgång i formel 3000, där han som bäst blev sjua 2001. 
Därefter körde han i World Series by Nissan, där han slutade på tredje plats både under sin debutsäsong 2002 och 2003. 
Säsongen 2004 blev Leinders tredjeförare i formel 1-stallet Minardi, där han testkörde han under grand prix-helgerna. Därefter har han mest jobbat som TV-kommentator.